# Tinker Bell and the Legend of the NeverBeast
Tinker Bell and the Legend of the NeverBeast (Nederlands: Tinkerbell en de legende van het Nooitgedachtbeest) is een Amerikaanse animatiefilm uit 2014 onder regie van Steve Loter. Het is de zesde film in de Tinkerbellreeks.

## Verhaal
Faun (Fawn), een dierenelfje en vriendin van Tinkerbell, helpt een dier dat ze in de verte hoort brullen en brengt het mee naar de elfenvallei. Het dier blijkt een gigantisch beest te zijn met gloeiende groene ogen en is niet echt welkom in de vallei. De verkenners-elfen willen het wezen vangen maar Faun kan haar elfenvriendinnen overtuigen het beest te redden omdat ze gemerkt heeft dat hij een goed hart heeft.

## Stemverdeling
| Personage        | Engelse stem     | Nederlandse stem   | Vlaamse stem          |
| ---------------- | ---------------- | ------------------ | --------------------- |
| Fawn             | Ginnifer Goodwin | Eline De Munck     | Eline De Munck        |
| Jyx              | Rosario Dawson   |                    | Clara Cleymans        |
| Iridessa         | Raven-Symoné     | Nurlaila Karim     | Cathy Petit           |
| Tinker Bell      | Mae Whitman      | Angela Schijf      | Charlotte Leysen      |
| Silvermist       | Lucy Liu         | Rilke Eykermans    | Rilke Eykermans       |
| Scribble         | Thomas Lennon    |                    | Emmanuel Flaam        |
| Vidia            | Pamela Adlon     | Lien van de Kelder | Lien van de Kelder    |
| Rosetta          | Megan Hilty      | Anneke Beukman     | Tine Embrechts        |
| Fury             | Melanie Brown    |                    | An Lovink             |
| Koningin Clarion |                  |                    | Anne Mie Gils         |
| Flynca           |                  |                    | Veerle Van Buggenhout |
| Billie           |                  |                    | Dries De Vis          |
| Morga            |                  |                    | Jasmine Jaspers       |
| Verteller        |                  |                    | Jasmine Jaspers       |
| Robin            |                  |                    | Manon Kerkhofs        |

De Nederlandstalige stemmen werden ingesproken door Angela Schijf, Anneke Beukman, Alma Nieto, Nurlaila Karim, Eline De Munck, Rilke Eyckemans, Anne Mie Gils en Lien Van de Kelder.